# M To M (음반)
《M To M》은 M To M의 2집 앨범이다. 2005년 9월 11일 발매되었으며, M To M의 대표곡이라 할 수 있는 '세글자'가 수록되어 있다. 손준혁, 김진호.채동하가 객원가수로 참여하였다.

## 타이틀 곡
- 세글자

## 트랙리스트
1. 세 글자
2. 내가 있단걸
3. 이름
4. 그리움
5. 사랑한단 말 못하고
6. 사랑할 것 같아서
7. 난 아파도
8. 눈물만큼만 기억만큼만
9. Easy Love
10. 그럴 수 없데요
11. 모르나봐
12. 세 글자 (Inst.)